# آلان بورر
آلان بورر (بالفرنسية: Alain Borer)‏ (1949 في فرنسا)؛ كاتب مسرحي، شاعر وروائي فرنسي.